# Thecla triquetra
Thecla triquetra är en fjärilsart som beskrevs av William Chapman Hewitson 1865. Thecla triquetra ingår i släktet Thecla och familjen juvelvingar. Inga underarter finns listade i Catalogue of Life.